# The Techniques
The Techniques est un groupe de ska, rocksteady et de reggae jamaïcain formé en 1964.

## Discographie

### Albums
- 1983 - I'll Never Fall In Love
- 198X - 357 Magnum Dub

### Compilations
- 196X-7X - Run Come Celebrate
- 197X - Techniques In Dub